# Aureliana japonica
Aureliana japonica är en havsanemonart som beskrevs av Oscar Henrik Carlgren 1940. Aureliana japonica ingår i släktet Aureliana och familjen Aurelianidae. Inga underarter finns listade i Catalogue of Life.